# Der Sommer des Falken
Der Sommer des Falken ist ein deutscher Abenteuerfilm aus dem Jahr 1988 von Arend Agthe.

## Handlung
Nahe der Gamskogelwand in Südtirol treffen in einem Sommer verschiedene Charaktere aufeinander: zunächst der verschlossene Punk-Junge Rick aus Berlin, der hier mit seinem Vater die Ferien verbringt und dessen Lieblingssport, das Drachenfliegen, lernen soll. Dann der zwielichtige Marek Czerny, dem reicher Ertrag winkt, wenn er einem arabischen Ölscheich Falkeneier für 10.000 Dollar das Stück beschafft. Und schließlich der etwas schrullige Taubenzüchter Herbert Sasse aus Bottrop, der noch bei seiner Mutter lebt und sich auf die Suche nach seiner preisgekrönten wie verschollenen Zuchttaube begibt.
Rick lernt hier das Bauernmädchen Marie kennen und freundet sich mit ihr an. Marie hat zudem das Vertrauen eines wilden Falken gewonnen, was Rick ebenfalls fasziniert. Parallel taucht Czerny auf und bringt Marie mit einer List dazu, ihr das Falkennest zu zeigen. Wenig später werden sie und Rick allerdings Zeuge, wie Czerny sich zum Horst des Vogels abseilt und das dortige Gelege plündert. Das seine Brut verteidigende Weibchen tötet Czerny kurzum. Marie und Rick begeben sich ebenfalls auf Kletterpartie und können Czerny die Eier abjagen. Dieser wiederum macht sich an die Verfolgung der Jugendlichen.
Im Laufe der gegenseitigen Hatz kreuzt auch Sasse ständig den Weg der Drei, welcher seine Taube mittels eines Peilsenders zu orten versucht. Was Sasse allerdings zu diesem Zeitpunkt noch nicht ahnt: seine Taube wurde längst von Maries Falken geschlagen. Und die Kralle mit dem Peilsender trägt Marie seitdem als Talisman an einer Kette um ihren Hals. Czerny entwendet kurzerhand Sasse das Gerät und ist den Jugendlichen somit stets auf den Fersen.
Während der sich anschließenden Jagd Czernys nach den Eiern, welche u. a. in ein Höhlensystem führt und bei der Sasses Kastenwagen auf der Spitze eines Baumes landet, schlägt der Bottroper sich schließlich auf die Seite der Kinder. Gemeinschaftlich gelingt es ihnen dann, Czerny zu besiegen und die Gefahr für die Falkeneier endgültig abzuwenden.

## Kritik
- „Ein sympathischer und spannender Jugendfilm.“ (Filmecho/Filmwoche)
- „Unterhaltend, spannend und witzig.“ (Der Tagesspiegel)
- „Abenteuerlicher Unterhaltungsfilm vor großartig eingefangener Naturkulisse, der aktionsreiche Szenen mit skurrilen Einfällen verbindet und auf sympathische Weise vom Mut, der Berge versetzt, erzählt.“ (Filmdienst)